# St. Germanus (Untertürkheim)

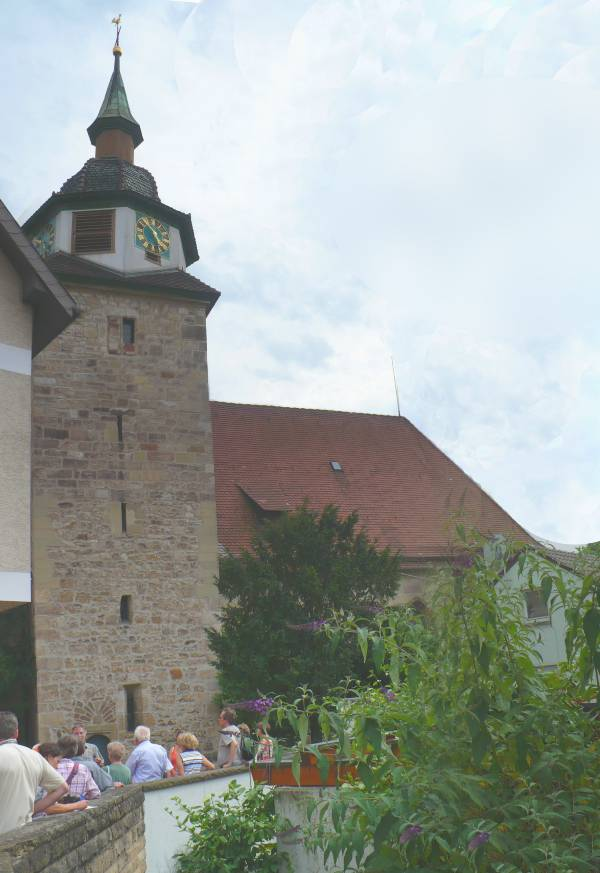
St. Germanus in Untertürkheim

Die evangelische Stadtkirche St. Germanus steht in Untertürkheim, einem Stadtbezirk der Landeshauptstadt Stuttgart von Baden-Württemberg. Das Bauwerk ist beim Landesamt für Denkmalpflege Baden-Württemberg als Baudenkmal eingetragen. Die Kirchengemeinde gehört zum Kirchenkreis Stuttgart der Evangelischen Landeskirche in Württemberg. Namensgeber der Kirche ist Germanus von Auxerre.

## Beschreibung
Die Saalkirche wurde im 11. Jahrhundert – zunächst als Kapelle – über einer römischen Töpferei errichtet, deren Reste im Kirchturm erhalten sind. An den Turm wurde 1493 das Langhaus quer nach Süden angebaut. Nach der Zerstörung im Dreißigjährigen Krieg wurde es 1654–56 unter Beibehaltung der unteren Geschosse des mittelalterlichen Kirchturms wieder aufgebaut. Der Kirchturm wurde mit einem achteckigen Geschoss aufgestockt, das die Turmuhr und den Glockenstuhl beherbergt, und mit einer Glockenhaube bedeckt, die von einer Laterne gekrönt wird. Das mit einem Walmdach bedeckte Langhaus wird im Innenraum, in dem sich Wandmalereien befinden, mit einer Flachdecke überspannt. 1970 wurde von HAP Grieshaber eine Bilderwand mit einem Werkzyklus der Legende über Josef von Nazaret aufgestellt. Die Orgel wurde 1972 von der Orgelbau Vleugels als Opus 118 gebaut.